# Rapiditet
Rapiditet je veličina srodna brzini koja se koristi u fizici u teoriji relativnosti. Matematički se može definirati kao hiperbolni kut između dva referentna sustava koji se gibaju jedan u odnosu na drugi.
Prednost korištenja rapiditeta u odnosu na brzinu pri relativističkim brzinama je činjenica da je rapiditet aditivan pri gibanju u jednoj dimenziji. Drugim riječima, ako se neki objekt jednoliko giba brzinom v1 i rapiditetom y1 u odnosu na promatrača A, a dotični promatrač se giba u istom smjeru brzinom v2 i rapiditetom y2 u odnosu na promatrača B, tada kretanje objekta u odnosu na promatrača B možemo rapiditetima jednostavno opisati kao
{\displaystyle y=y_{1}+y_{2},}
dok za brzinu vrijedi kompliciranija jednakost
{\displaystyle v={\frac {v_{1}+v_{2}}{1+{\frac {v_{1}v_{2}}{c^{2}}}}}.}
U odnosu na brzinu, rapiditet se definira kao
{\displaystyle y=\operatorname {Arth} {\frac {v}{c}},}
gdje je v brzina kretanja, c brzina svjetlosti, a Arth označava funkciju area tangens hiperbolni (inverz tangensa hiperbolnog).
Pri malim brzinama, rapiditet je proporcionalan brzini; {\displaystyle y\approx v/c}. No kako se brzina približava brzini svjetlosti, rapiditet brže raste i teži u beskonačnost. U teoriji relativnosti za sve moguće brzine masenih čestica vrijedi {\displaystyle -c<v<c} odnosno {\displaystyle -1<v/c<1}. Kako je domena area tangensa hiperbolnog interval {\displaystyle \langle -1,1\rangle }, a slika svi realni brojevi, tako se i interval {\displaystyle -c<v<c} preslikava u {\displaystyle -\infty <y<\infty }.

## Povijest
Hermann Minkowski je 1908. primijetio da se Lorentzova transformacija može opisati kao hiperbolna rotacija (rotacija za imaginarni kut) u prostorvremenskim koordinatama. Time dobivamo veličinu koja se može zbrajati u okviru teorije relativnosti na isti jednostavan način kao što se zbrajaju brzine u klasičnoj mehanici. Opis kuta pomoću rapiditeta dali su 1910. Vladimir Varićak i E. T. Whittaker, a naziv je rapiditetu sljedeće godine nadjenuo Alfred Robb.

## Rapiditet u jednoj prostornoj dimenziji
Lorentzova transformacija može se prikazati kao matrični produkt uz pomoć rapiditeta
{\displaystyle {\begin{bmatrix}ct'\\x'\end{bmatrix}}={\begin{bmatrix}\operatorname {ch} y&-\operatorname {sh} y\\-\operatorname {sh} y&\operatorname {ch} y\end{bmatrix}}{\begin{bmatrix}ct\\x\end{bmatrix}}=\mathbf {\Lambda } (y){\begin{bmatrix}ct\\x\end{bmatrix}}}.
Lako se pokaže da vrijedi {\displaystyle \mathbf {\Lambda } (y_{1}+y_{2})=\mathbf {\Lambda } (y_{1})\mathbf {\Lambda } (y_{2})}, iz čega proizlazi svojstvo aditivnosti rapiditeta. Neka su A, B i C referentni sustavi, a yXY označava rapiditet kretanja referentnog sustava X u odnosu na Y; tada vrijedi
{\displaystyle y_{\text{AC}}=y_{\text{AB}}+y_{\text{BC}}}.
Lorentzov faktor γ također se može prikazati kao kosinus hiperbolni od rapiditeta:
{\displaystyle \gamma ={\frac {1}{\sqrt {1-{\tfrac {v^{2}}{c^{2}}}}}}=\operatorname {ch} y.}
Odnos relativističnog Dopplerovog efekta i rapiditeta je:
{\displaystyle z=e^{y}.}

## U četverodimenzionalnom prostorvremenu
Neka je brzina objekta {\displaystyle \mathbf {v} ={\boldsymbol {\beta }}c}. Rapiditet se tada opisuje kao vektor {\displaystyle \mathbf {y} ={\boldsymbol {\hat {\beta }}}\operatorname {Arth} \beta }, gdje je {\displaystyle {\boldsymbol {\hat {\beta }}}} jedinični vektor u smjeru vektora {\displaystyle {\boldsymbol {\beta }}}.
Zbroj rapiditeta y1 i y2 razdvojenih kutom α može se izraziti kao:
{\displaystyle \operatorname {ch} y=\operatorname {ch} y_{1}\operatorname {ch} y_{2}+\operatorname {sh} y_{1}\operatorname {sh} y_{2}\cos \alpha .}

## U fizici elementarnih čestica
Energija E i količina gibanja p masene čestice su:
{\displaystyle E=\gamma mc^{2}}
{\displaystyle p=\gamma mv.}
Koristeći definiciju rapiditeta y = Arth v/c možemo izvesti:
{\displaystyle \operatorname {ch} y=\operatorname {ch} \left(\operatorname {Arth} {\frac {v}{c}}\right)={\frac {1}{\sqrt {1-{\frac {v}{c}}}}}=\gamma }
{\displaystyle \operatorname {sh} y=\operatorname {sh} \left(\operatorname {Arth} {\frac {v}{c}}\right)={\frac {\frac {v}{c}}{\sqrt {1-{\frac {v}{c}}}}}=\beta \gamma ,}
što možemo uvrstiti u prijašnje formule da energiju i količinu gibanja izrazimo pomoću rapiditeta:
{\displaystyle E=mc^{2}\operatorname {ch} y}
{\displaystyle p=mc\operatorname {sh} y.}
Obratno, vrijedi i 
{\displaystyle y=\operatorname {Arth} {\frac {pc}{E}}={\frac {1}{2}}\ln {\frac {E+pc}{E-pc}}=\ln {\frac {E+pc}{mc^{2}}}.}
U eksperimentalnoj fizici elementarnih čestica koristi se promijenjena definicija rapiditeta, u odnosu na z-os, koja je os kojom se gibaju čestice ubrzane u eksperimentu:
{\displaystyle y_{z}={\frac {1}{2}}\ln {\frac {E+p_{z}c}{E-p_{z}c}}.}
To je rapiditet Lorentzove transformacije između referentnog sustava laboratorija i sustava u kojem se čestica kreće okomito na z-os.
Pri proučavanju sudara čestice fizičari obično koriste pseudorapiditet, koji se ovdje lakše mjeri nego rapiditet, a i dobra je aproksimacija pri relativističkim brzinama, jer teži k rapiditetu kako se brzina približava c:
{\displaystyle \eta =-\ln \operatorname {tg} {\frac {\theta }{2}}={\frac {1}{2}}\ln {\frac {p+p_{L}}{p-p_{L}}},}
gdje je θ kut između smjera kretanja izlazne čestice i osi sudara.